# St. Petrus (Griesbach)

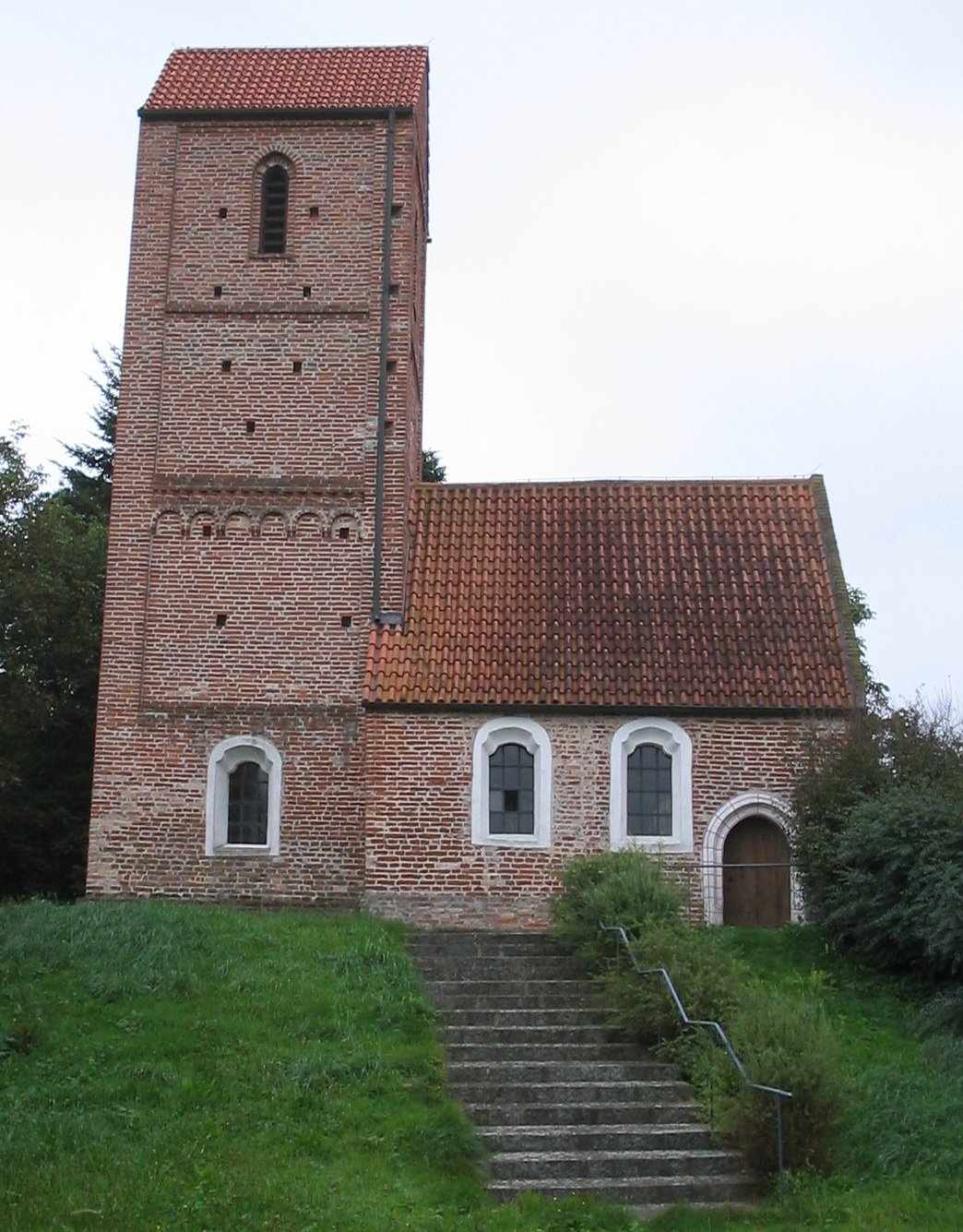
St. Petrus in Griesbach

Die Filialkirche St. Petrus ist ein Sakralbauwerk im Ortsteil Griesbach der oberbayerischen Stadt Pfaffenhofen an der Ilm. Die Kirche steht mitsamt ihrer Ausstattung unter Denkmalschutz.

## Lage
Der Weiler Griesbach liegt ca. 5 km nordöstlich von Pfaffenhofen an der Ilm, im südlichen Ausläufer der Hallertau an einem seitlichen Einschnitt des Ilmtales. An dieser Stelle berühren sich die Grenzen der Bistümer Freising, Regensburg und Augsburg. Bereits zu unvordenklichen Zeiten führte ein stark befahrener Altweg nach Geisenhausen durch den Weiler, der seit dem Hochmittelalter aus nur zwei Höfen besteht. Zwischen diesen beiden Höfen steht auf einer Anhöhe die romanische Chorturmkirche St. Petrus.

## Geschichte
Der Turm von St. Petrus ist spätromanisch, sein Erdgeschoss stammt aus dem 13. Jahrhundert. Langhaus und Turmaufsatz werden in das 14. Jahrhundert datiert. Jedoch weisen die Obergeschosse des Turms, die gedrückt spitzbogigen Schallöffnungen der Glockenstube sowie der Chorumbau auf beginnende gotische Einflüsse hin.

## Baubeschreibung
Das Gebäude ist ein unverputzter Backsteinbau aus Ziegelsteinen unterschiedlichen Formates mit Steilsatteldach, der östlich gelegene, vier Stockwerke hohe Chorturm trägt ein Satteldach und weist ein umlaufendes Fries aus rundbogigen Blendarkaden mit Deutschem Band auf. Der Vollziegelbau zeigt noch heute Gerüstlöcher, die darauf schließen lassen, dass das Gebäude nie verputzt war. Die westliche Fassade wird durch einen Fundamentstreifen aus Backstein sowie zwei schräge Eckpfeiler gestützt.
Im Inneren des Langhauses findet sich eine Holzdecke. Der eingezogene Chor, der sich im Turmuntergeschoss befindet, wird von einem Netzgewölbe überspannt.

## Ausstattung
Die Kirche ist mit einem klassizistischen Altar ausgestattet, der – wie das Gebäude – unter Denkmalschutz steht. Heiligenfiguren aus dem 16. Jahrhundert finden sich neben dem Chor links (Madonna mit der Birne), rechts vom Chor der Heilige Sebastian sowie in der Mitte des Hochaltares eine Darstellung von Petrus mit dem Himmelsschlüssel.